# Chemik

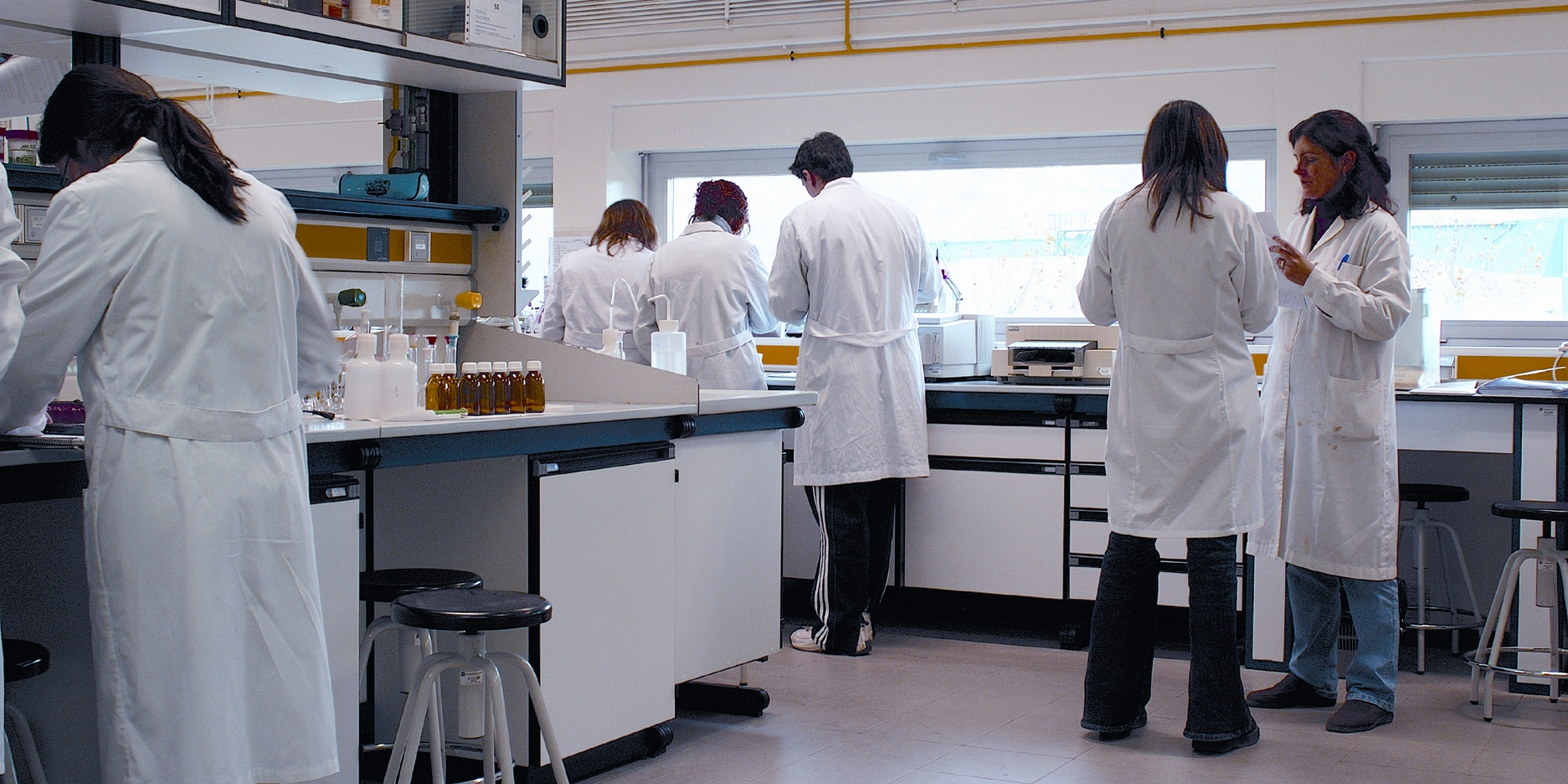
Skupina chemiků při práci

Chemik je osoba s chemickým vzděláním a/nebo s praxí v chemických oborech. Je to tedy obvykle absolvent chemické střední školy a/nebo některé z vysokoškolských fakult s chemickým zaměřením.
Chemici se sdružují v regionálních, národních i mezinárodních spolcích (organizacích) a pořádají odborná setkání (sjezdy, konference, semináře atp.).
Své poznatky z výzkumu i z praxe publikují chemici v odborných časopisech, ve sbornících z odborných setkání a dnes také prostřednictvím internetu.
| „                               | Chemikové jsou prazvláštní třída smrtelníků, kteréž jakýsi nesmrtelný pud pohání ku vyhledávání rozkoší v dýmu a parách, plamenech a mouru, mezi jedy a ve skromnosti. A přece, zdá se mi, vedu život utěšený a nechť zemru, kdybych se odhodlal vyměnit své místo s králem perským. | “ |
| — Johann Joachim Becher (1662). | |   |

| „                   | ... já se musím přiznat, že mně bylo někdy skoro líto lidí, kteří měli ten hrozný osud, že se nestali chemiky a neokusili stejnou slast jako já. Pro mě je chemie dodnes čímsi omamně krásným. | “ |
| — Rudolf Zahradník. | |   |